# Harold & Kumar Escape from Guantanamo Bay
Harold & Kumar Escape from Guantánamo Bay is een film uit 2008 onder regie van Jon Hurwitz en Hayden Schlossberg. De film werd van januari tot en met maart 2007 opgenomen in Amsterdam en is het vervolg op Harold & Kumar Go to White Castle (2004).

## Verhaal
Hoewel Kumar Patel (Kal Penn) zijn leventje als hasj-rokende student wel best vindt, besluit zijn beste vriend Harold Le (John Cho) de zaken serieus aan te gaan pakken. Colton Graham (Eric Winter), de verloofde van Patels ex-vriendin Vanessa Fanning (Danneel Harris), heeft hem aan een baan geholpen en hij wil zijn grote liefde Maria (Paula Garcés) achterna reizen naar Amsterdam om haar de liefde te verklaren.
Wat Harold niet weet is dat Kumar een bong heeft meegenomen aan boord van het vliegtuig naar Nederland. Deze valt bij wat turbulentie kapot op de grond en wordt aangezien voor een bom van vermeende terroristen. Het duo wordt afgevoerd naar Guantánamo Bay. Bij een uitbraak van twee medegevangenen nemen Harold en Kumar er de benen, waarop ze de overijverige en paranoïde opsporingsambtenaar Ron Fox (Rob Corddry) achter zich aankrijgen.
Terwijl de twee als voortvluchtigen de Verenigde Staten doorkruisen en op zoek gaan naar iemand die hun naam kan zuiveren, valt het ene na het andere plan in duigen. Zo komen ze onder meer terecht in de auto van de zichzelf spelende, paddo's verorberende Neil Patrick Harris, in huis bij een boerenechtpaar dat bestaat uit broer en zus Raymus (Jon Reep) en Raylene (Missi Pyle) en hun eenogige zoontje Cyrus (Mark Munoz) en op een feest van de Ku Klux Klan.

## Rolverdeling
| Acteur              | Personage                    |
| ------------------- | ---------------------------- |
| John Cho            | Harold Lee                   |
| Kal Penn            | Kumar Patel                  |
| David Krumholtz     | Goldstein                    |
| Neil Patrick Harris | Neil Patrick Harris          |
| Paula Garcés        | Maria                        |
| Danneel Harris      | Vanessa                      |
| Christopher Meloni  | Freakshow                    |
| Eddie Kaye Thomas   | Rosenberg                    |
| Roger Bart          | Dr. Beecher                  |
| Ed Helms            | Interpreter                  |
| Tamara Feldman      | Chloe                        |
| James Adomian       | George W. Bush               |
| Eric Winter         | Colton                       |
| Rob Corddry         | Ron Fox                      |
| Adam Herschman      | Archie                       |
| Clyde Kusatsu       | Mr. Lee                      |
| Crystal Mantecon    | Juanita 'Venus' 'Pocahontas' |

## Harold & Kumar Go to Amsterdam
Bij de dvd van Harold & Kumar Escape from Guantanamo Bay werd een korte film toegevoegd, Harold & Kumar Go to Amsterdam. Deze 12 minuten durende film die laat zien wat er met de twee vrienden gebeurd zou zijn indien zij niet waren aangehouden op het vliegveld en dus in Amsterdam zouden zijn aangekomen.
Harold & Kumar Go to Amsterdam was ook de werktitel van Harold & Kumar Escape from Guantanamo Bay. 

### Verhaal
Harold & Kumar komen aan in Amsterdam, waar ze op zoek gaan naar de liefde van Harold. Wanneer ze haar gevonden hebben laat Harold zijn vriend Kumar vallen als een baksteen. In eerste instantie is Kumar daar verdrietig over totdat hij de liefde van zijn leven ontmoet en zelfs op dezelfde dag met haar trouwt. Na een hectische dag besluit Harold om met zijn liefde terug te keren naar de Verenigde Staten en besluit Kumar om bij zijn vrouw in Nederland te blijven. Dit is het einde van de vriendschap van Harold & Kumar.